# Estação La Rinconada
A Estação La Rinconada é uma das estações do Metrô de Caracas, situada no município de Libertador, seguida da Estação Mercado. Administrada pela C. A. Metro de Caracas, é uma das estações terminais da Linha 3.
Foi inaugurada em 15 de outubro de 2006. Localiza-se na Rua Al Poliedro. Atende a paróquia de Coche.